# كاهو ميناغاوا
كاهو ميناغاوا (اليابانية: 皆 川夏 穂 ؛ من مواليد 20 أغسطس 1997) هي لاعبة جمباز إيقاعي يابانية، هي صاحبة الميدالية الفضية في بطولة آسيا لعام 2017. تدربت في نوفوغورسك في موسكو، روسيا. وهي أول لاعبة جمباز إيقاعية يابانية تفوز بميدالية في بطولة كأس العالم.

## روابط خارجية
- كاهو ميناغاوا في الاتحاد الدولي للجمباز

- كاهو ميناغاوا في اللجنة الأولمبية الدولية
- كاهو ميناغاوا على إنستغرام